# HAT-P-7 b
HAT-P-7b는 2008년에 발견된 외계 행성이다. 이 행성은 모항성인 HAT-P-7을 공전하고 있으며, 질량은 목성의 약 1.776배, 반지름은 목성의 약 1.363배이다. HAT-P-7b는 모항성과 가까이 붙어 있기 때문에 열기로 인해 부풀어 있다. 낮의 반구 온도는 {\displaystyle 2730_{-100}^{+150}K}에 이른다. 미국 항공 우주국은 케플러 계획의 일환으로 발사된 케플러 우주 망원경을 이용, 2009년 8월 초 HAT-P-7b의 사진을 찍는 데 성공했다.

## 같이 보기
- 뜨거운 목성
- HAT-P-11 b

## 참고 문헌
1. ↑  A., Pal; G. A. Bakos, G. Torres, R. W. Noyes, D. W. Latham, Geza Kovacs, G. W. Marcy, D. A. Fischer, R. P. Butler, D. D. Sasselov, B. Sipocz, G. A. Esquerdo, Gabor Kovacs, R. Stefanik, J. Lazar, I. Papp, P. Sari (2008). “HAT-P-7b: An Extremely Hot Massive Planet Transiting a Bright Star in the Kepler Field”. 《ApJ》. arXiv:0803.0746.
2. ↑  케플러 망원경, 제2의 지구 추적능력 있다 보관됨 2009-08-11 - 웨이백 머신. YTN. 2009-08-07 입력, 2009-08-08 확인.

- 외계행성 백과사전(Extrasolar Planets Encyclopaedia)